# 조선민주주의인민공화국의 명절
조선민주주의인민공화국에서는 "봉건시기의 낡은 제도를 타파한다."는 명분을 가지고 인민들에게 태음력을 사용하지 않는 대신 반드시 태양력을 사용하도록 하며, 봉건 시기의 전통문화와 전통 오락, 그리고 전통명절을 사용하지 말 것을 강조했으나, 1980년도에 김정일 조선노동당 총비서의 지시에 의하여 전통문화와 풍습들을 인정하고, 음력설과 단오(조선민주주의인민공화국에서는 수리날로 부름)와 같은 전통명절들을 복원시켰다.
조선의 전통문화를 담은 자료는 "조선의 민속놀이"(1995년 금성청년출판사), "조선의 민속료리"(2003년 평양출판사)가 있으며, 수리날이라는 단오(음력 5월 5일)와 음력설에 전통놀이들을 하는데, 연날리기가 그 중에서 인기가 가장 많고, 다음으로 썰매타기와 팽이치기를 하고 있다. 조선중앙방송에서는 모란봉극장에서 씨름선수권경기를 방송하곤 한다.
한편, 김정일 조선노동당 총비서는 2000년에 조선노동당 직원들과 만나는 자리에서 음력설을 복원시켜야 한다고 주장해 음력설이 복원되었다.
조선민주주의인민공화국의 명절은 크게 국가명절과 민속명절로 나뉘며, 민속명절은 전통문화를 따르는 전통 명절들이며 국가명절은 주로 조선민주주의인민공화국 정권과 관련된 날들을 기념하는 날이다.
민속명절보다는 국가명절에 더 큰 비중을 두어 기념하며, 특히 김일성의 생일인 태양절은 민속 최대의 명절이라 하여 다양한 행사를 진행한다.
민속명절 중 음력설은 3일 연휴로, 음력 1월 1일부터 3일까지 쉬며, 국가명절 중 김일성의 생일인 태양절과 김정일의 생일인 광명성절은 2일 연휴로 하루를 더 쉰다.

## 목록
| 날짜          | 명칭                                  | 비고                                                   |
| ------------- | ------------------------------------- | ------------------------------------------------------ |
| 1월 1일       | 양력설                                |                                                        |
| 2월 16일      | 광명성절                              | 김정일의 탄생일                                        |
| 4월 15일      | 태양절                                | 김일성의 탄생일                                        |
| 2월 8일       | 조선인민군 창건일                     | 1932년의 창건 기념                                     |
| 5월 1일       | 5.1절                                 |                                                        |
| 7월 27일      | 조국해방전쟁승리의 날                 | 한국전쟁 본뜻과 무관한 승전한 것으로 선전              |
| 8월 15일      | 조국광복의 날                         | 본뜻과 무관한 김일성의 항일운동으로 해방한 것으로 선전 |
| 9월 9일       | 조선민주주의인민공화국창건일          | 1948년의 창건 기념                                     |
| 10월 10일     | 조선로동당창건일                      | 1945년의 창건 기념                                     |
| 12월 24일     | 김정숙의 생일                         |                                                        |
| 12월 27일     | 조선민주주의인민공화국 사회주의헌법절 |                                                        |
| 음력 1월 1일  | 설명절                                | 민속명절                                               |
| 음력 1월 15일 | 정월대보름                            | 민속명절                                               |
| 음력 5월 5일  | 수리날                                | 민속명절                                               |
| 음력 8월 15일 | 한가위                                | 민속명절                                               |

## 같이 보기
- 조선민주주의인민공화국의 공휴일